# 邵用之
邵用之（？—1832年11月22日），浙江余姚人，清朝政治人物。

## 生平
曾任南平知縣。道光十二年（1832年）接替朱懋擔任台灣府嘉義縣知縣。道光十二年十月初一日因張丙民變殉職。